# Otl Aicher

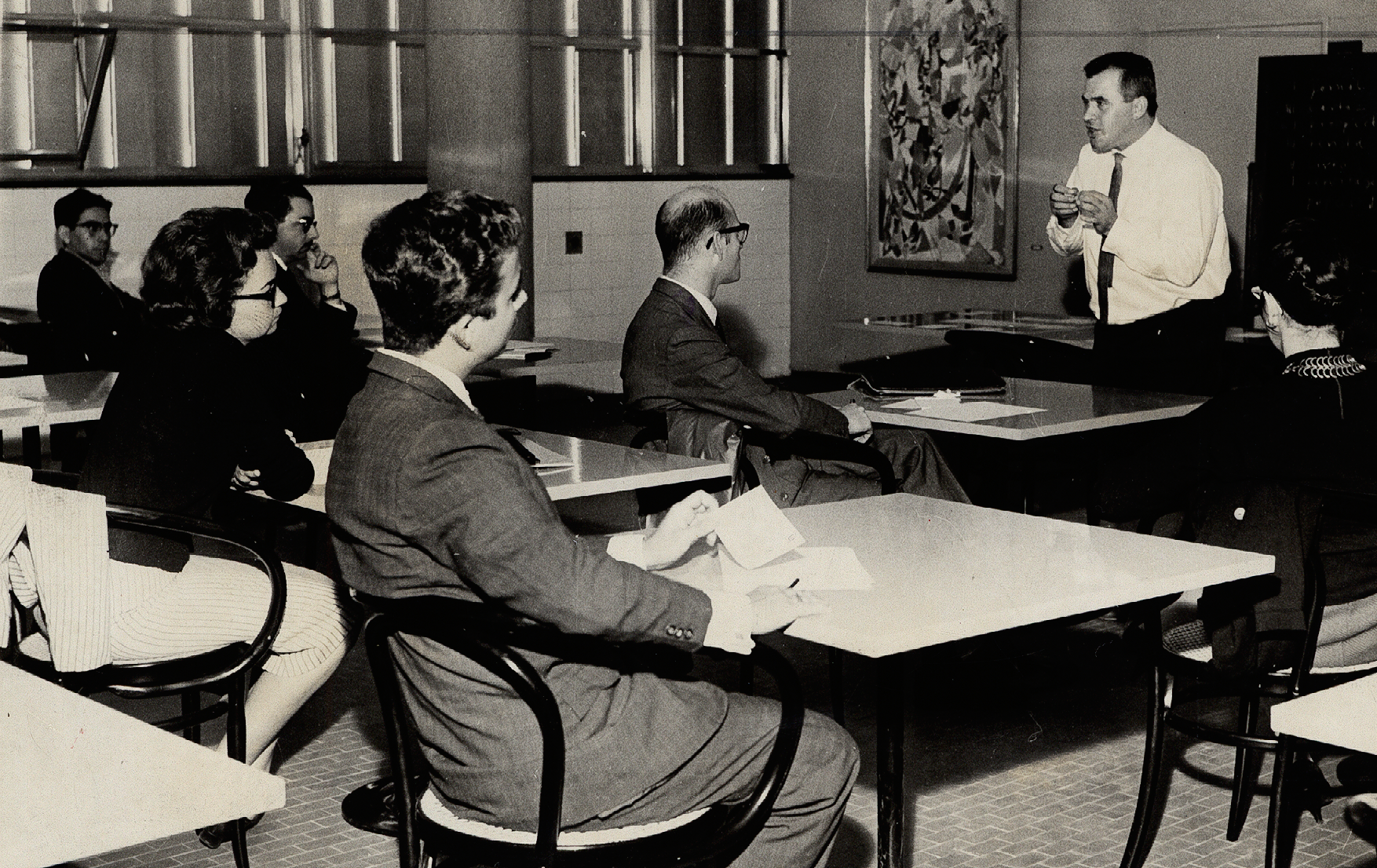
Otl Aicher (1959)

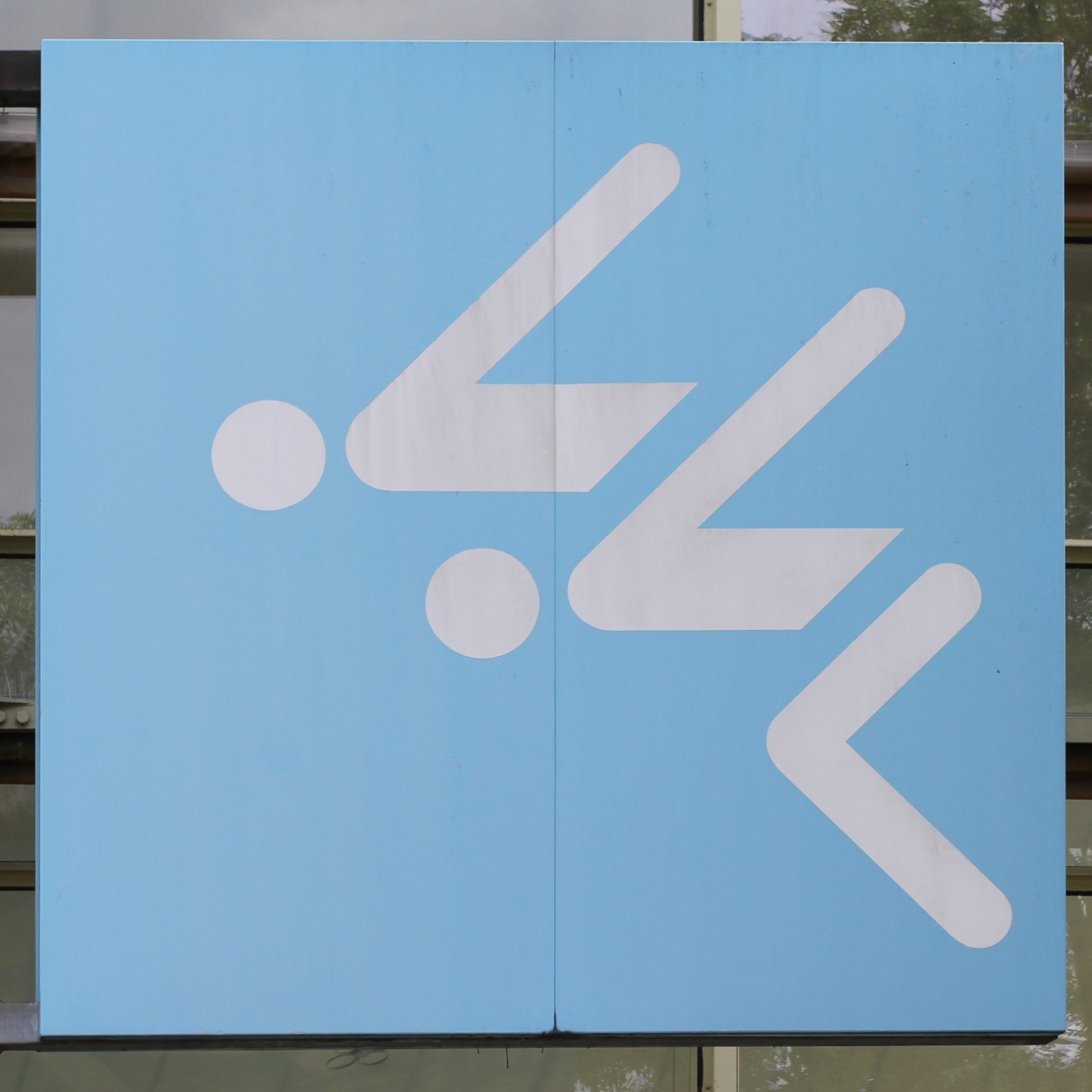
Een pictogram van Otl Aicher voor de Olympische Spelen van 1972 (zwemmen).

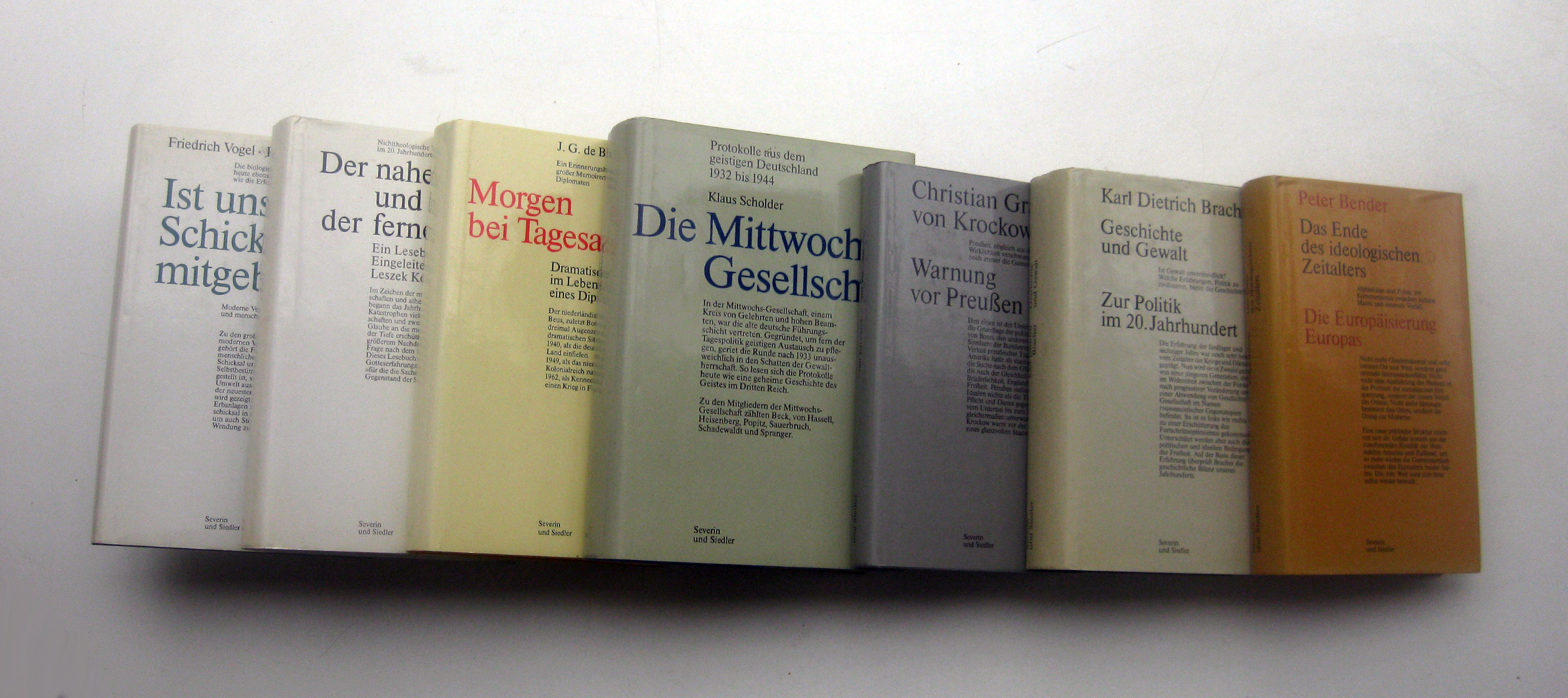
Boekomslagen ontworpen door Otl Aicher voor uitgeverij Severin und Siedler

Otl Aicher, ook bekend als Otto Aicher (Ulm, 13 mei 1922 - Günzburg, 1 september 1991) was een van de toonaangevende Duitse grafische vormgevers van de 20e eeuw.
In 1952 trouwde Aicher met Inge Scholl, de zus van Hans en Sophie Scholl, die beiden in 1943 werden geëxecuteerd na hun veroordeling wegens lidmaatschap van de in nazi-Duitsland verboden organisatie Witte Roos.
In 1953 richtte Aicher samen met Inge Scholl en Max Bill in Ulm de Hochschule für Gestaltung Ulm op, een van Duitslands toonaangevende educatieve centra voor design gedurende de jaren 50 en 60.
Als grafisch vormgever was Aicher in 1969 verantwoordelijk voor het corporate design en logo van de Duitse luchtvaartmaatschappij Lufthansa. In 1972 ontwierp Aicher als hoofdvormgever van de Olympische Spelen van 1972 in München het logo en de mascotte, genaamd Waldi. Hij ontwierp ook de pictogrammen voor de diverse sporten op de Spelen, en nieuwe pictogrammen voor het informatiesysteem op de luchthaven van Frankfurt. Deze symbolen zijn later over de hele wereld gebruikt.
Het Duitse televisiekijkend publiek kreeg vanaf 1974 dagelijks het werk van Aicher te zien in de vorm van het logo van het tweede Duitse televisienet ZDF. Voor het ZDF ontwierp Aicher niet alleen het logo, maar ook een compleet nieuw lettertype dat speciaal voor het ZDF was ontworpen.
In 1988 ontwierp Aicher het lettertype rotis. Dit lettertype is vernoemd naar de wijk Rotis in de Duitse plaats Leutkirch im Allgäu waar Aicher woonde.
Otl Aicher stierf in september 1991 na een verkeersongeluk. Hij werd aangereden door een motorfiets terwijl hij voor zijn huis in de tuin bezig was. Hij werd 69 jaar.

## Boeken
Otl Aicher schreef vele boeken over design en objecten: 
- Flugbild Deutschland.
- Im Flug über Europa.
- Zeichensysteme.
- Die Küche zum Kochen.
- Gehen in der Wüste.
- Kritik am Auto - Schwierige Verteidigung des Autos gegen seine Anbeter.
- Innenseiten des Kriegs.
- Typographie.
- Über das Farbliche.
- Architektur des Machens.
- Analog und Digital.
- Die Welt als Entwurf.